# Барюссо, Фабрис
Фабрис Барюссо (фр. Fabrice Barusseau; род. 1 июня 1970, Сент, Приморская Шаранта) — французский политический и государственный деятель, депутат Национального собрания (с 2024), мэр коммуны Виллар-ле-Буа (с 2014).

## Биография
Родился 1 июня 1970 года в Сенте, департамент Приморская Шаранта, Франция.
Наибольшая часть его детства прошла в коммуне Сен-Жан-д’Анжели, а после окончания обучения он стал работать преподавателем в технологическом лицее.
В апреле 2011 года он был избран депутатом Совета департамента Приморская Шаранта, а стулья три года он занял пост мэра коммуны Виллар-ле-Буа. На парламентских выборах 2024 года он был избран депутатом Национального собрания Франции от 3-го избирательного округа Приморской Шаранты, сменив на этом посту Жана-Филиппа Ардуэна.